# Moyen (Frankrijk)
Moyen is een gemeente in het Franse departement Meurthe-et-Moselle (regio Grand Est) en telt 502 inwoners (1999). De plaats maakt deel uit van het arrondissement Lunéville.

## Geografie
De oppervlakte van Moyen bedraagt 23,9 km², de bevolkingsdichtheid is 21,0 inwoners per km².
De onderstaande kaart toont de ligging van Moyen (Frankrijk) met de belangrijkste infrastructuur en aangrenzende gemeenten.

## Demografie
Onderstaande figuur toont het verloop van het inwonertal (bron: INSEE-tellingen).

Barbonville · Bayon · Blainville-sur-l'Eau · Borville · Brémoncourt · Chanteheux · Charmois · Clayeures · Damelevières · Domptail-en-l'Air · Einvaux · Essey-la-Côte · Ferrières · Fraimbois · Franconville · Froville · Gerbéviller · Giriviller · Haigneville · Haussonville · Hériménil · Haudonville · Lamath · Landécourt · Lorey · Loromontzey · Lunéville · Magnières · Mattexey · Méhoncourt · Moncel-lès-Lunéville · Mont-sur-Meurthe · Moriviller · Moyen · Rehainviller · Remenoville · Romain · Rosières-aux-Salines · Rozelieures · Saffais · Saint-Boingt · Saint-Germain · Saint-Mard · Saint-Rémy-aux-Bois · Seranville · Tonnoy · Vallois · Vathiménil · Velle-sur-Moselle · Vennezey · Vigneulles · Villacourt · Virecourt · Xermaménil
1. ↑  Populations de référence 2022.